# Andrea McArdle
Andrea McArdle (né le 5 novembre 1963) est une chanteuse, actrice et danseuse nord-américaine, connue pour avoir interprété le rôle d'Annie dans la comédie musicale de Broadway du même nom.

## Carrière
Andrea McArdle est née à Philadelphie. Enfant, alors qu'elle étudie la danse, elle est repérée par un agent qui lui permet d'obtenir ses premiers rôles comme celui qu'elle tient durant deux ans et demi dans le feuilleton C'est déjà demain.
Elle décroche son premier grand rôle en 1977 quand elle est sélectionnée parmi le chœur des orphelins pour remplacer Kristen Vigard dans le rôle-titre de la comédie musicale Annie, pendant les répétitions,. Elle devient la plus jeune artiste à être nommée pour un Tony Award en tant que meilleure actrice dans une comédie musicale. Elle perd face à Dorothy Loudon, mais est récompensée des prix du Theater World et de l'Outer Critics Circle pour sa performance. En avril 1978, elle joue à Londres dans la production de West End. Entre 1977 et 1979 elle apparaît plusieurs fois au The Tonight Show présenté par Johnny Carson. Elle apparaît également à plusieurs reprises au Mike Douglas Show , chantant avec Kristy McNichol, Stephanie Mills, Liberace et Don Rickles.
En 1979, elle chante les hymnes nationaux pour les États-Unis et le Canada lors du match des Étoiles de la Ligue majeure de baseball à Seattle, Washington.
Son premier rôle après son retour aux États-Unis est celui de Judy Garland dans le téléfilm biographique Rainbow de la NBC. Tout au long de sa carrière, elle se concentre avant tout sur les comédies musicales et les cabarets. Elle participe entre autres aux productions des Misérables (à la fois sur Broadway et dans la tournée nationale), Jerry's Girls (une revue des chansons de Jerry Herman avec Carol Channing et Leslie Uggams), La Belle et la Bête, Starlight Express, Meet Me in St. Louis, Le magicien d'Oz et Annie Get Your Gun.
McArdle s'est produite dans de nombreux hôtels-casinos de Las Vegas et d'Atlantic City, ainsi que dans des cabarets.

## Spectacles musicaux
| Année | Comédie musicale                             | Rôle                             | Production                                                                             |
| ----- | -------------------------------------------- | -------------------------------- | -------------------------------------------------------------------------------------- |
| 1977  | Annie                                        | Annie                            | Broadway                                                                               |
| 1984  | Jerry's Girls                                | Ensemble                         | tournée                                                                                |
| 1985  | The Wizard of Oz                             | Dorothy Gale                     | régional; Melody Top Theatre de Milwaukee                                              |
| ?     | Les Monologues du vagin                      | Performer                        | régional                                                                               |
| 1987  | Starlight Express                            | Ashley                           | Broadway                                                                               |
| 1989  | Meet Me in St. Louis                         | Esther Smith                     | régional; Melody Top Theatre de Milwaukee                                              |
| 1992  | They're Playing Our Song                     | Sonia                            | tournée                                                                                |
| 1993  | Les Misérables                               | Fantine / Eponine                | Broadway & tournée                                                                     |
| 1995  | State Fair                                   | Margy Frake                      | Broadway                                                                               |
| 1996  | Oliver!                                      | Nancy                            | régional                                                                               |
| 1996  | Joseph and the Amazing Technicolor Dreamcoat | Narrator                         | régional                                                                               |
| 1996  | The Fantasticks                              | Luisa                            | régional                                                                               |
| 1997  | Evita                                        | Eva Perón                        | régional                                                                               |
| 1999  | La Belle et la Bête                          | Belle                            | Broadway                                                                               |
| 2000  | Grease                                       | Sandy                            | régional                                                                               |
| 2001  | Cabaret                                      | Sally Bowles                     | tournée international                                                                  |
| 2006  | Annie Get Your Gun                           | Annie Oakley                     | régional                                                                               |
| 2006  | Cabaret                                      | Sally Bowles                     | régional, Ogunquit Playhouse                                                           |
| 2007  | Gypsy                                        | Mama Rose                        | régional                                                                               |
| 2008  | Les Misérables                               | Fantine                          | régional, Ogunquit Playhouse                                                           |
| 2010  | Annie                                        | Miss Hannigan                    | North Carolina Theatre                                                                 |
| 2010  | Annie                                        | Miss Hannigan                    | Musical Theatre West, Long Beach                                                       |
| 2011  | Blood Brothers                               | Mrs. Johnstone                   | Theatre Zone, Naples, Floride                                                          |
| 2011  | Urinetown                                    | Penelope Pennywise               | Connecticut Repertory Theatre                                                          |
| 2011  | Greenwood the Musical                        | Sheila adulte                    | New York Musical Theatre Festival                                                      |
| 2012  | NEWSical the Musical                         | Guest Star/plusieurs personnages | Off-Broadway                                                                           |
| 2013  | Mame                                         | Mame                             | Bucks County Playhouse New Hope, Pennsylvania & The Media Theatre, Media, Pennsylvanie |
| 2015  | Hello, Dolly!                                | Dolly Levi                       | The Media Theatre, Media, Pennsylvanie                                                 |
| 2015  | 2 Across                                     | Janet                            | Off-Broadway (théâtre)                                                                 |

## Récompenses et nominations
- 1977 - Theatre World Award - gagnante
- 1977 - 31e cérémonie des Tony Awards - Meilleure actrice dans une comédie musicale - nommée